# 洛伦索·索托马约尔
洛伦索·索托马约尔·科利亚索（西班牙語：Lorenzo Sotomayor Collazo，1985年2月16日—）生于古巴哈瓦那，是一名代表阿塞拜疆参赛的男子业余拳击运动员。他的叔父哈维尔是一名前跳高选手。他在2000年开始自己的拳击生涯，2009年获得古巴全国锦标赛冠军。2013年，他为了增加自己参加奥运的机会而归化至阿塞拜疆。2014年，他在阿塞拜疆锦标赛上夺冠，这是他归化后的首个全国冠军。